# Coenotephria numidiata
Coenotephria numidiata är en fjärilsart som beskrevs av Otto Staudinger 1892. Coenotephria numidiata ingår i släktet Coenotephria och familjen mätare. Inga underarter finns listade i Catalogue of Life.